# Stefan Dimitrow (sztangista)
Stefan Iwanow Dimitrow (bułg. Стефан Иванов Димитров; ur. 9 grudnia 1957 w Trawniku, zm. w czerwcu 2011) – bułgarski sztangista, medalista olimpijski. 

## Kariera
W 1980 na igrzyskach olimpijskich w Moskwie zdobył srebrny medal w kategorii do 60 kg.